# Yenathinathar
Yenathinathar, también conocido como Yenatinata, Yenathi Nayanar, Yenadhinatha, Yenadinath, Yenadinatha Nayanar y Yenadhinatha Nayanar, era un santo Nayanar, venerado en la secta hindú del Shaivismo. Generalmente se le cuenta como el noveno en la lista de 63 Nayanars.

## La vida
La vida de Yenathinathar se describe en el Periya Puranam en  tamil de Sekkizhar del siglo XII, que es una hagiografía de los 63 nayanars. Su nombre "Enathinatha" significa "Señor de los Generales".
Yenathinathar nació en Eyinanur, en el reino de Chola. Eyinanur se encuentra a orillas del río Arisol, al sureste de Kumbakonam, en el estado indio de Tamil Nadu. Fue un espadachín brillante y un general en el mismo ejército de Chola y también el tutor de los príncipes Chola en la esgrima. Era un Shaiva, un devoto del dios Shiva. Se hizo rico gracias a sus proezas y gastó sus riquezas en servir a los devotos de Shiva.
Atisuran, un luchador y tutor rival, se puso celoso de la popularidad de Yenathinathar. Mientras que Atisuran se jactaba de sus habilidades militares superiores, sus habilidades eran inferiores al talento de Yenathinathar. Atisuran vino con sus mejores estudiantes y parientes y desafió a Yenathinathar; el ganador continuaría dirigiendo su escuela de entrenamiento. Yenathinathar aceptó y atacó a los oponentes con sus familiares. Con el liderazgo de Enathinathar, su equipo ganó la contienda, matando a muchos de los camaradas de Atisuran. Derrotado por Yenathinathar, el cobarde Atisuran escapó de la muerte huyendo de los campos de batalla. El Periya Puranam se refiere repetidamente a Yenathinathar como el león y a su oponente Atisuran como el zorro. Después de esto, comprendió que no podía derrotar a Yenathinathar por medios justos y, al igual que el zorro, cobarde y astuto, ideó una estratagema taimada, buscando venganza.
Por la mañana, Atisuran invitó a Yenathinathar a un duelo en un lugar apartado. Yenathinathar consintió y llegó al lugar con su espada y su escudo. Atisuran llevaba la marca Tripundra —tres líneas horizontales de ceniza sagrada— en su frente, que es usada por Shaivas, pero escondió su frente con su escudo cuando llegó al lugar acordado. Cuando Yenathinathar, el «león», se abalanzó sobre el «zorro», el engañoso rival se quitó su escudo y reveló la Tripundra en su frente. El aturdido Yenathinathar tomó la Tripundra como una señal de que Atisuran se había convertido al Shaivismo y se había convertido en un devoto de Shiva. En vez de matar a un Shaiva, Yenathinathar decidió morir. Sin embargo, no depuso sus armas porque no quería que Atisuran -el "Shaiva"- incurriera en el pecado de matar a un hombre desarmado. Yenathinathar se detuvo en una pose como si estuviera combatiendo, pero hizo su intento de luchar mientras esperaba el golpe fatal de Atisuran. Cuando Yenathinathar cayó al suelo, Shiva, satisfecho con su extrema abnegada y devoción , apareció ante él y lo llevó a Kailash, la morada de Shiva. El cuento enfatiza la importancia de los símbolos externos de Shaiva como el símbolo de Tripundra y las cuentas de rudraksha que usan los Shiavas.
El relato de Yenathinathar, llamado Yenandhinatha en el relato, también se recuerda en Basava Purana, en idioma telugu , del siglo XIII, de Palkuriki Somanatha de forma breve y con cierta variación. Se dice que él adoró su prana-linga, el cuerpo considerado como la morada de Shiva, llevando las cuentas de Tripundra y Rudraksha. Era el gobernante de Elapura y derrotó a los reyes vecinos, convirtiéndolos en sus vasallos y recogiendo tributos de ellos. Cuando los reyes se enteraron de su respeto por el Tripundra y el Rudraksha, enviaron a un guerrero que llevaba el Tripundra y el Rudraksha con sus ejércitos para combatirlo. Cuando el duelo entre Yenandhinatha y el guerrero comenzó, Yenandhinatha notó los símbolos Shaiva y arrojó sus armas y se postró ante el guerrero, a quien consideraba una forma de Shiva. Cuando el guerrero estaba a punto de decapitar al devoto, su espada tomó la forma de una guirnalda y cayó sobre el cuello de Yenandhinatha. Con la gracia de Shiva, Yenandhinatha se volvió invencible y se convirtió en un poderoso gobernante.

## Recuerdo

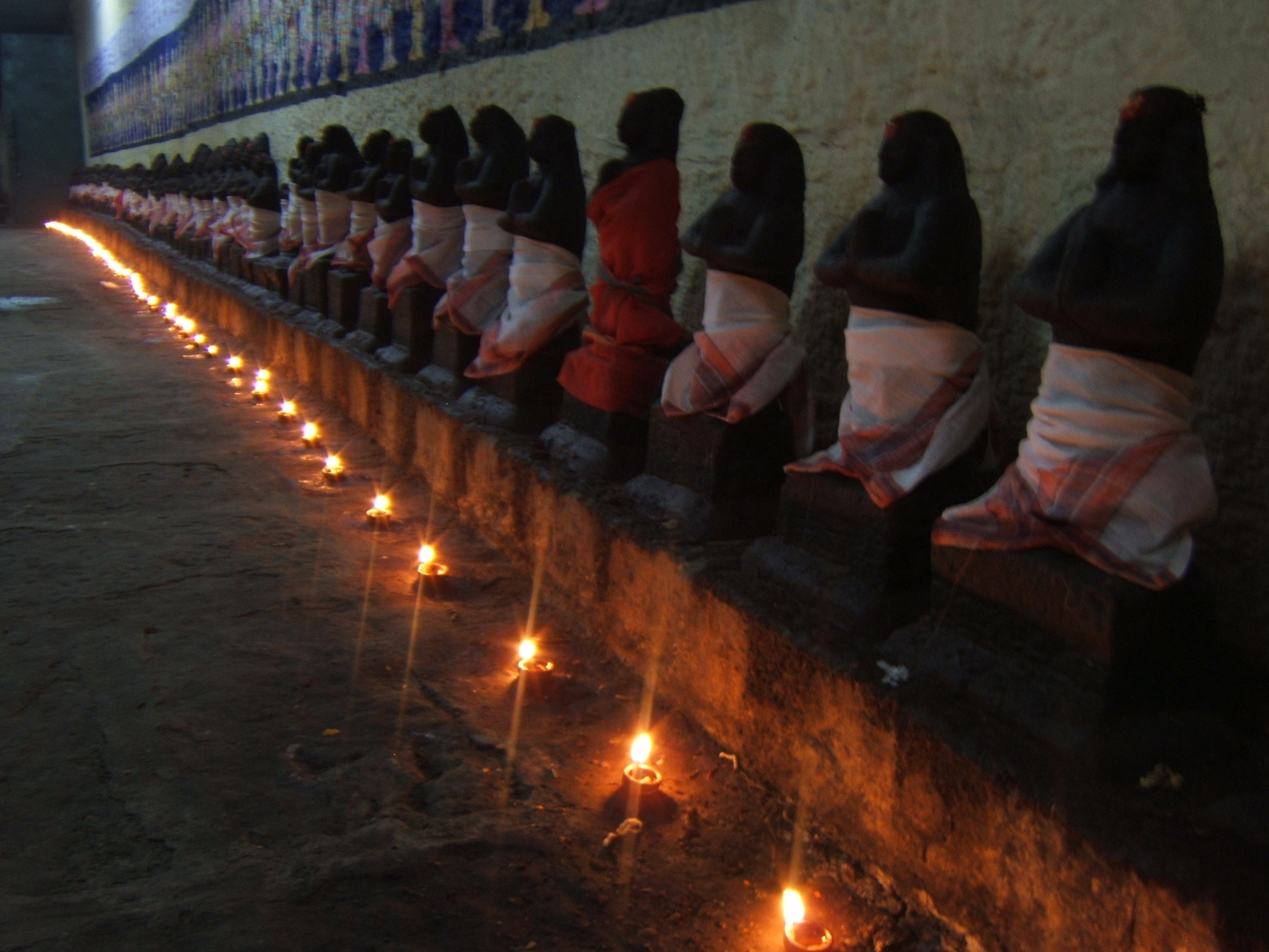
Las imágenes de los nayanars se encuentran en muchos templos Shiva en Tamil Nadu

Fue uno de los Nayanars más prominentes y Sundarar, siglo VIII venera a Yenathinathar en el Tiruthonda Thogai, un himno a los santos de Nayanar.
Yenathinathar se adora en el  mes tamil de Purattasi, cuando la luna entra en el Uttara Ashadha nakshatra, en la mansión lunar. Está representado con las manos cruzadas y con una espada en el brazo. Recibe culto colectivo como parte de los 63 Nayanars. Sus iconos y breves relatos de sus hazañas se encuentran en muchos templos de Shiva en Tamil Nadu. Sus imágenes se sacan en procesión en los festivales.